# Ludmilla Prochaska
Ludmilla Prochaska, auch Ludmilla Prohaska, verheiratete Ludmilla Prohaska-Neumann (um 1875 in Pilsen – nach 1930) war eine böhmische Sängerin (Sopran) und Gesangspädagogin.

## Leben
Die Tochter eines Kaufmanns zeigte schon als Kind Talent zum Gesang, und nachdem sie in Wien bei Gesangsmeister Johannes Reß entsprechend ausgebildet worden war, macht sie am Deutschen Landestheater in Prag ihren ersten Versuch. Sie debütierte daselbst als „Pamina“ und „Agathe“, wurde hierauf an die Oper Breslau engagiert und trat 1900 in den Verband der Hofbühne in Braunschweig, woselbst sie als jugendlich-dramatische Sängerin sehr geschätzt wurde.
Ihr weiterer Lebensweg liegt weitgehend im Dunkeln, sie hat jedoch offensichtlich einen Herrn Neumann geheiratet und war die Gesangslehrerin von Alfred Piccaver (um 1907) und Hilde Konetzni (um 1930).

## Rollen (Auswahl)
- Agathe – Der Freischütz (Carl Maria von Weber)
- Pamina – Die Zauberflöte (Wolfgang Amadeus Mozart)
- Karoline – Die beiden Schützen (Albert Lortzing)
- Nannette – Ein Feldlager in Schlesien (Giacomo Meyerbeer)